# 自由卡
自由卡（英語：Freedom Card）是來往新澤西州與費城的港務局交通公司高速線使用的非接觸式智能卡。